# Takuya Akiyama
Takuya Akiyama (秋山 拓也 Akiyama Takuya?, Aichi, 26 de agosto de 1994) es un futbolista japonés que juega como defensa en el F. C. Osaka.

## Trayectoria

### Clubes
| Club                     | País     | Año       |
| ------------------------ | -------- | --------- |
| Albirex Niigata Singapur | Singapur | 2017      |
| Ventforet Kofu           | Japón    | 2018      |
| Tokushima Vortis         | Japón    | 2019-2020 |
| A. C. Nagano Parceiro    | Japón    | 2021-2023 |
| F. C. Osaka              | Japón    | 2024-     |

## Palmarés

### Títulos nacionales
| Título                       | Club                     | País     | Año  |
| ---------------------------- | ------------------------ | -------- | ---- |
| Community Shield de Singapur | Albirex Niigata Singapur | Singapur | 2017 |
| Copa de la Liga de Singapur  | Albirex Niigata Singapur | Singapur | 2017 |
| Liga Premier de Singapur     | Albirex Niigata Singapur | Singapur | 2017 |
| Copa de Singapur             | Albirex Niigata Singapur | Singapur | 2017 |